# Machtergreifung

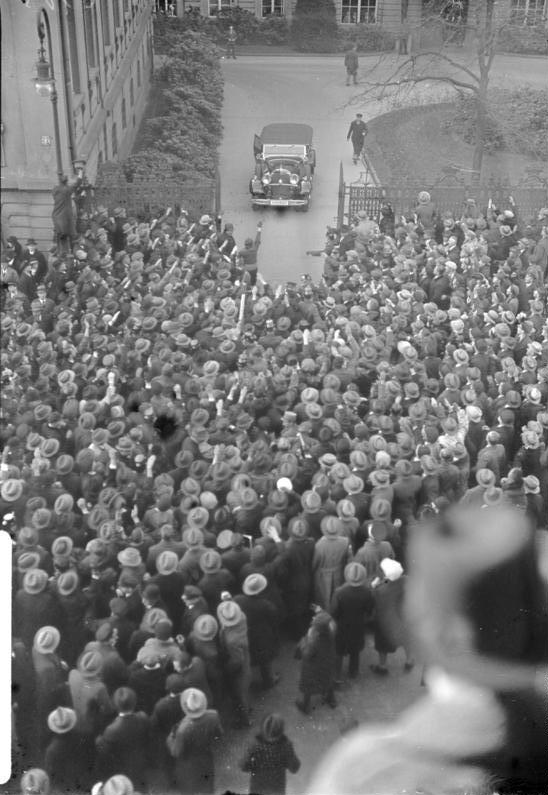
Berlino, 30 gennaio 1933, ore 12:40, Dopo la sua nomina a cancelliere, Adolf Hitler lascia la Cancelleria del Reich in macchina

Machtergreifung è una parola della lingua tedesca che significa "presa del potere" o "conquista del potere". È formata da Macht (potere) e Ergreifung (sequestro, confisca).
Questo termine è utilizzato principalmente per descrivere l'ascesa al potere del Partito nazista in Germania, avvenuta il 30 gennaio 1933, quando Adolf Hitler venne nominato cancelliere del Reich segnando di fatto la fine della Repubblica di Weimar (nonostante la costituzione sarebbe rimasta formalmente in vigore).
Talvolta viene utilizzato anche il termine Machtübernahme.